# Ostrov Sakhalin

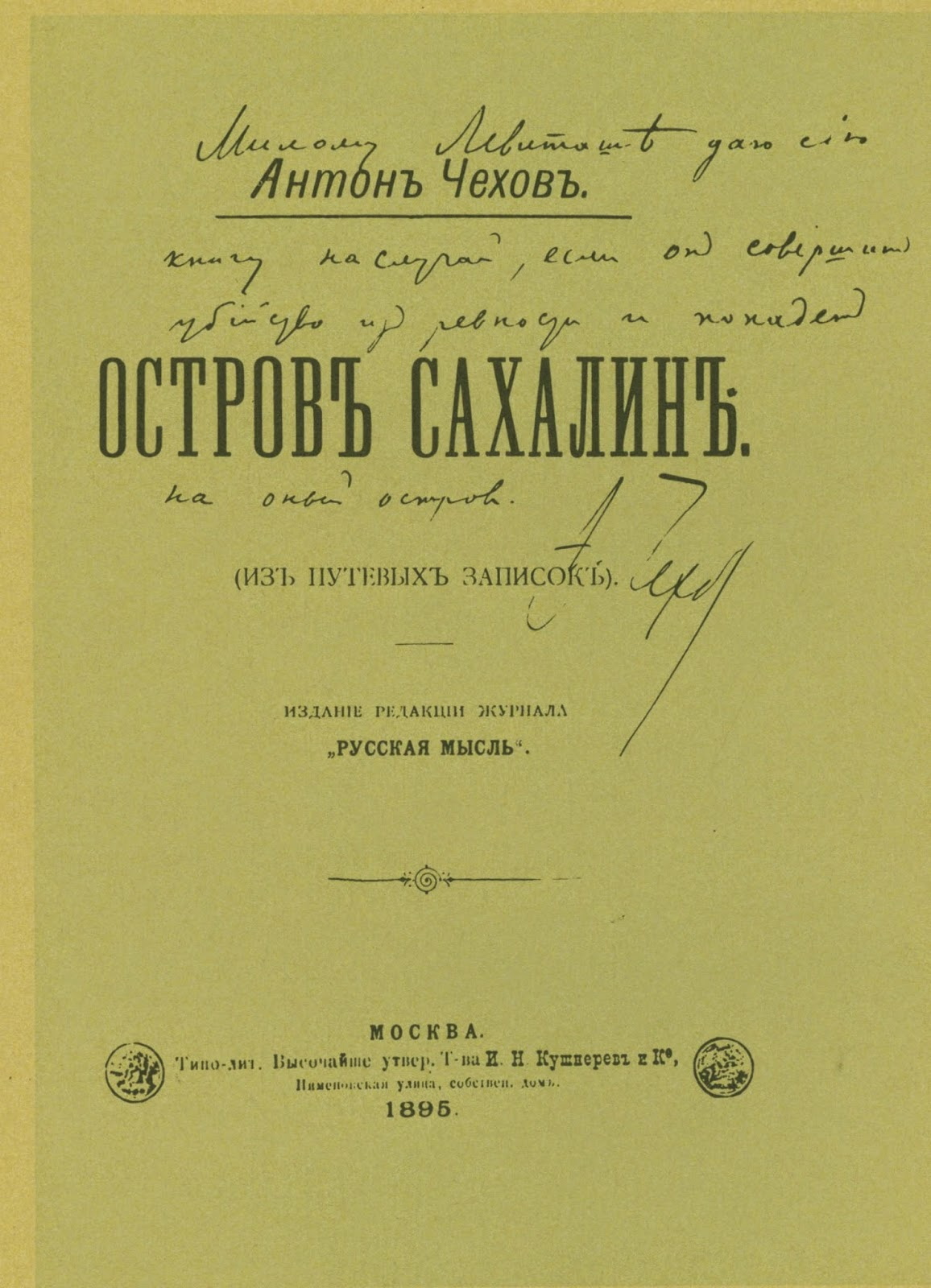
Capa do livro "A Ilha de Sacalina", de Anton Pavlovitch Tchekhov, em sua primeira edição na Rússia (1895).

Ostrov Sakhalin (em russo:  Остров Сахалин e em português:  A Ilha de Sacalina) é um livro de autoria do escritor russo Anton Tchekhov publicado em 1895.

## Origem da obra
Em 21 de abril de 1890 Tchekhov inicia uma viagem de aventura pela Rússia e ao deparar-se com uma coluna de prisioneiros tártaros, ucranianos, poloneses e judeus deportados caminhando e arrastando pesadas correntes, condoeu-se pelo destino destas pessoas e resolveu segui-las, chegando assim em Oblast de Sacalina. Ali ficou hospedado na casa de um colega médico. 
Subitamente o que era para ser uma viagem de aventura tornou-se um laboratório e, com a ajuda do administrador da prisão, imprimiu um questionário na gráfica da mesma e iniciou um verdadeiro recenseamento, entrevistando os prisioneiros e os colonos da região, além de copiar documentos da administração local. 
O resultado deste trabalho foram 10 000 páginas que incluem documentos e questionários transformados no livro, A Ilha de Sacalina no ano de 1895.